# Temporada 2021 de la Copa Mundial de Turismos
La temporada 2021 de la Copa Mundial de Turismos fue la cuarta edición de dicho campeonato, regulado y aprobado por la Federación Internacional del Automóvil (FIA), como la clase más alta de competición para turismos. Comenzó en junio en el Nürburgring Nordschleife (Alemania) y finalizó en noviembre en el Autódromo de Sochi (Rusia).

## Equipos y pilotos
| Equipo                                    | Auto                         | N.º | Pilotos           | C   | Rondas |
| ----------------------------------------- | ---------------------------- | --- | ----------------- | --- | ------ |
| BRC Hyundai N Lukoil Squadra Corse        | Hyundai Elantra N TCR (2021) | 3   | Gabriele Tarquini |     | Todas  |
| BRC Hyundai N Lukoil Squadra Corse        | Hyundai Elantra N TCR (2021) | 5   | Norbert Michelisz |     | Todas  |
| Hyundai N Liqui Moly Racing Team Engstler | Hyundai Elantra N TCR (2021) | 8   | Luca Engstler     | J   | Todas  |
| Hyundai N Liqui Moly Racing Team Engstler | Hyundai Elantra N TCR (2021) | 69  | Jean-Karl Vernay  |     | Todas  |
| ALL-INKL.DE Münnich Motorsport            | Honda Civic Type-R TCR (FK8) | 9   | Attila Tassi      |     | Todas  |
| ALL-INKL.DE Münnich Motorsport            | Honda Civic Type-R TCR (FK8) | 18  | Tiago Monteiro    |     | Todas  |
| Cyan Performance Lynk & Co                | Lynk & Co 03 TCR             | 11  | Thed Björk        |     | Todas  |
| Cyan Performance Lynk & Co                | Lynk & Co 03 TCR             | 12  | Santiago Urrutia  |     | Todas  |
| Comtoyou Team Audi Sport                  | Audi RS3 LMS TCR (2021)      | 16  | Gilles Magnus     | J T | Todas  |
| Comtoyou Team Audi Sport                  | Audi RS3 LMS TCR (2021)      | 22  | Frédéric Vervisch |     | Todas  |
| Comtoyou DHL Team Audi Sport              | Audi RS3 LMS TCR (2021)      | 17  | Nathanaël Berthon | T   | Todas  |
| Comtoyou DHL Team Audi Sport              | Audi RS3 LMS TCR (2021)      | 32  | Tom Coronel       | T   | Todas  |
| Zengő Motorsport Drivers’ Academy         | Cupra León Competición TCR   | 28  | Jordi Gené        |     | Todas  |
| Zengő Motorsport Drivers’ Academy         | Cupra León Competición TCR   | 55  | Bence Boldizs     | J T | Todas  |
| ALL-INKL.COM Münnich Motorsport           | Honda Civic Type-R TCR (FK8) | 29  | Néstor Girolami   |     | Todas  |
| ALL-INKL.COM Münnich Motorsport           | Honda Civic Type-R TCR (FK8) | 86  | Esteban Guerrieri |     | Todas  |
| Cyan Racing Lynk & Co                     | Lynk & Co 03 TCR             | 68  | Yann Ehrlacher    |     | Todas  |
| Cyan Racing Lynk & Co                     | Lynk & Co 03 TCR             | 100 | Yvan Muller       |     | Todas  |
| Zengő Motorsport Services KFT             | Cupra León Competición TCR   | 79  | Robert Huff       |     | Todas  |
| Zengő Motorsport Services KFT             | Cupra León Competición TCR   | 96  | Mikel Azcona      |     | Todas  |
| Target Competition                        | Hyundai Elantra N TCR (2021) | 19  | Andreas Bäckman   | J T | 1-4    |
| Target Competition                        | Hyundai Elantra N TCR (2021) | 26  | Jessica Bäckman   | J T | 1-4    |
| Target Competition                        | Hyundai Elantra N TCR (2021) | 82  | Nicola Baldan     |     | 7      |
| Invitados                                 |                              |     |                   |     |        |
| Rosneft Lada Sport                        | Lada Vesta Sport TCR         | 20  | Kirill Ladygin    |     | 8      |
| Rosneft Lada Sport                        | Lada Vesta Sport TCR         | 30  | Mikhail Mityaev   |     | 8      |
| Target Competition                        | Hyundai Elantra N TCR (2021) | 82  | Nicola Baldan     |     | 4      |
| Full In Race Academy                      | Cupra León Competición TCR   | 222 | Petr Fulín        |     | 5      |

| Icono | C                         |
| ----- | ------------------------- |
| J     | Elegible para FIA Junior  |
| T     | Elegible para WTCR Trophy |

## Calendario
En el calendario original, la temporada iba a iniciar en mayo en Hungría. En enero de 2021 se publicaron cambios en dicho calendario, incluyendo el cambio en la fecha de la carrera de Hungría y la cancelación de la que iba a ser la segunda ronda en Eslovaquia: El 19 de agosto de 2021, se anunciaron tres nuevas rondas como reemplazos para las carreras en el Lejano Oriente.
| Ronda | Nombre de carrera          | Circuito                                   | Fecha              |
| ----- | -------------------------- | ------------------------------------------ | ------------------ |
| 1     | Carrera de Alemania        | Nürburgring Nordschleife, Nürburg          | 3-5 de junio       |
| 2     | Carrera de Portugal        | Autódromo Fernanda Pires da Silva, Estoril | 26-27 de junio     |
| 3     | Carrera de España          | MotorLand Aragón, Alcañiz                  | 10-11 de julio     |
| 4     | Carrera de Hungría         | Hungaroring, Mogyoród                      | 21-22 de agosto    |
| 5     | Carrera de República Checa | Autódromo de Most, Most                    | 9-10 de octubre    |
| 6     | Carrera de Francia         | Circuito de Pau-Arnos, Arnos               | 16-17 de octubre   |
| 7     | Carrera de Italia          | Adria International Raceway, Adria         | 6-7 de noviembre   |
| 8     | Carrera de Rusia           | Autódromo de Sochi, Sochi                  | 27-28 de noviembre |

## Resultados por carrera
| Ronda   | Ronda | Ronda                      | Pole Position     | Vuelta rápida     | Piloto ganador    | Equipo ganador                            | Ganador WTCR Junior | Ganador WTCR Trophy | Resultados |
| ------- | ----- | -------------------------- | ----------------- | ----------------- | ----------------- | ----------------------------------------- | ------------------- | ------------------- | ---------- |
| 1       | 1     | Carrera de Alemania        |                   | Mikel Azcona      | Tiago Monteiro    | ALL-INKL.DE Münnich Motorsport            | Gilles Magnus       | Tom Coronel         | Resultados |
| 1       | 2     | Carrera de Alemania        | Néstor Girolami   | Jean-Karl Vernay  | Jean-Karl Vernay  | Hyundai N Liqui Moly Racing Team Engstler | Luca Engstler       | Gilles Magnus       | Resultados |
| 2       | 3     | Carrera de Portugal        |                   | Yann Ehrlacher    | Yann Ehrlacher    | Cyan Racing Lynk & Co                     | Gilles Magnus       | Gilles Magnus       | Resultados |
| 2       | 4     | Carrera de Portugal        | Esteban Guerrieri | Attila Tassi      | Attila Tassi      | ALL-INKL.DE Münnich Motorsport            | Gilles Magnus       | Gilles Magnus       | Resultados |
| 3       | 5     | Carrera de España          |                   | Gabriele Tarquini | Gabriele Tarquini | BRC Hyundai N Lukoil Squadra Corse        | Gilles Magnus       | Tom Coronel         | Resultados |
| 3       | 6     | Carrera de España          | Frédéric Vervisch | Frédéric Vervisch | Frédéric Vervisch | Comtoyou Team Audi Sport                  | Gilles Magnus       | Gilles Magnus       | Resultados |
| 4       | 7     | Carrera de Hungría         |                   | Frédéric Vervisch | Gilles Magnus     | Comtoyou Team Audi Sport                  | Gilles Magnus       | Gilles Magnus       | Resultados |
| 4       | 8     | Carrera de Hungría         | Robert Huff       | Frédéric Vervisch | Santiago Urrutia  | Cyan Performance Lynk & Co                | Gilles Magnus       | Gilles Magnus       | Resultados |
| 5       | 9     | Carrera de República Checa |                   | Néstor Girolami   | Néstor Girolami   | ALL-INKL.COM Münnich Motorsport           | Luca Engstler       | Tom Coronel         | Resultados |
| 5       | 10    | Carrera de República Checa | Mikel Azcona      | Mikel Azcona      | Norbert Michelisz | BRC Hyundai N Lukoil Squadra Corse        | Luca Engstler       | Gilles Magnus       | Resultados |
| 6       | 11    | Carrera de Francia         |                   | Frédéric Vervisch | Frédéric Vervisch | Comtoyou Team Audi Sport                  | Luca Engstler       | Tom Coronel         | Resultados |
| 6       | 12    | Carrera de Francia         | Robert Huff       | Jean-Karl Vernay  | Jean-Karl Vernay  | Hyundai N Liqui Moly Racing Team Engstler | Luca Engstler       | Tom Coronel         | Resultados |
| 7       | 13    | Carrera de Italia          |                   | Tom Coronel       | Santiago Urrutia  | Cyan Performance Lynk & Co                | Gilles Magnus       | Tom Coronel         | Resultados |
| 7       | 14    | Carrera de Italia          | Yann Ehrlacher    | Frédéric Vervisch | Yann Ehrlacher    | Cyan Racing Lynk & Co                     | Gilles Magnus       | Gilles Magnus       | Resultados |
| 8       | 15    | Carrera de Rusia           |                   | Robert Huff       | Mikel Azcona      | Zengő Motorsport Services KFT             | Gilles Magnus       | Gilles Magnus       | Resultados |
| 8       | 16    | Carrera de Rusia           | Yvan Muller       | Robert Huff       | Robert Huff       | Zengő Motorsport Services KFT             | Luca Engstler       | Tom Coronel         | Resultados |
| Fuente: |       |                            |                   |                   |                   |                                           |                     |                     |            |

## Puntuaciones
Ronda 1
| Pos.          | 1.º           | 2.º           | 3.º           | 4.º           | 5.º           | 6.º           | 7.º           | 8.º           | 9.º           | 10.º          | 11.º          | 12.º          | 13.º          | 14.º          | 15.º          |
| Clasificación | Clasificación | Clasificación | Clasificación | Clasificación | Clasificación | Clasificación | Clasificación | Clasificación | Clasificación | Clasificación | Clasificación | Clasificación | Clasificación | Clasificación | Clasificación |
| ------------- | ------------- | ------------- | ------------- | ------------- | ------------- | ------------- | ------------- | ------------- | ------------- | ------------- | ------------- | ------------- | ------------- | ------------- | ------------- |
| Pts.          | 10            | 8             | 6             | 4             | 2             |               |               |               |               |               |               |               |               |               |               |
| Carrera       |               |               |               |               |               |               |               |               |               |               |               |               |               |               |               |
| Pts.          | 25            | 20            | 16            | 13            | 11            | 10            | 9             | 8             | 7             | 6             | 5             | 4             | 3             | 2             | 1             |

Rondas 2 a 10
| Pos.    | 1.º | 2.º | 3.º | 4.º | 5.º | 6.º | 7.º | 8.º | 9.º | 10.º | 11.º | 12.º | 13.º | 14.º | 15.º |
| Q1      | Q1  | Q1  | Q1  | Q1  | Q1  | Q1  | Q1  | Q1  | Q1  | Q1   | Q1   | Q1   | Q1   | Q1   | Q1   |
| ------- | --- | --- | --- | --- | --- | --- | --- | --- | --- | ---- | ---- | ---- | ---- | ---- | ---- |
| Pts.    | 5   | 4   | 3   | 2   | 1   |     |     |     |     |      |      |      |      |      |      |
| Q3      |     |     |     |     |     |     |     |     |     |      |      |      |      |      |      |
| Pts.    | 5   | 4   | 3   | 2   | 1   |     |     |     |     |      |      |      |      |      |      |
| Carrera |     |     |     |     |     |     |     |     |     |      |      |      |      |      |      |
| Pts.    | 25  | 20  | 16  | 13  | 11  | 10  | 9   | 8   | 7   | 6    | 5    | 4    | 3    | 2    | 1    |

### WTCR Trophy
| Pos.          | 1.º | 2.º | 3.º | 4.º | 5.º | VR |  |  |  |  |  |
| Clasificación |     |     |     |     |     |    |  |  |  |  |  |
| Pts.          | 1   |     |     |     |     |    |  |  |  |  |  |
| Carrera       |     |     |     |     |     |    |  |  |  |  |  |
| Pts.          | 10  | 8   | 5   | 3   | 1   | 1  |  |  |  |  |  |

### WTCR Junior
Ronda 1
| Pos.    | 1.º | 2.º | 3.º | 4.º | 5.º | 6.º | 7.º | 8.º | 9.º | 10.º | 11.º | 12.º | 13.º | 14.º | 15.º |
| Q1      | Q1  | Q1  | Q1  | Q1  | Q1  | Q1  | Q1  | Q1  | Q1  | Q1   | Q1   | Q1   | Q1   | Q1   | Q1   |
| ------- | --- | --- | --- | --- | --- | --- | --- | --- | --- | ---- | ---- | ---- | ---- | ---- | ---- |
| Pts.    | 5   | 4   | 3   | 2   | 1   |     |     |     |     |      |      |      |      |      |      |
| Q3      |     |     |     |     |     |     |     |     |     |      |      |      |      |      |      |
| Pts.    | 5   | 4   | 3   | 2   | 1   |     |     |     |     |      |      |      |      |      |      |
| Carrera |     |     |     |     |     |     |     |     |     |      |      |      |      |      |      |
| Pts.    | 25  | 20  | 16  | 13  | 11  | 10  | 9   | 8   | 7   | 6    | 5    | 4    | 3    | 2    | 1    |

Rondas 2 a 10
| Pos.          | 1.º           | 2.º           | 3.º           | 4.º           | 5.º           | 6.º           | 7.º           | 8.º           | 9.º           | 10.º          | 11.º          | 12.º          | 13.º          | 14.º          | 15.º          |
| Clasificación | Clasificación | Clasificación | Clasificación | Clasificación | Clasificación | Clasificación | Clasificación | Clasificación | Clasificación | Clasificación | Clasificación | Clasificación | Clasificación | Clasificación | Clasificación |
| ------------- | ------------- | ------------- | ------------- | ------------- | ------------- | ------------- | ------------- | ------------- | ------------- | ------------- | ------------- | ------------- | ------------- | ------------- | ------------- |
| Pts.          | 10            | 8             | 6             | 4             | 2             |               |               |               |               |               |               |               |               |               |               |
| Carrera       |               |               |               |               |               |               |               |               |               |               |               |               |               |               |               |
| Pts.          | 25            | 20            | 16            | 13            | 11            | 10            | 9             | 8             | 7             | 6             | 5             | 4             | 3             | 2             | 1             |

## Clasificaciones

### Campeonato de Pilotos
| Pos.                                 | Piloto            | GER | GER | POR  | POR | ESP | ESP  | HUN  | HUN | CZE  | CZE | FRA | FRA | ITA  | ITA | RUS  | RUS  | Pts. |
| ------------------------------------ | ----------------- | --- | --- | ---- | --- | --- | ---- | ---- | --- | ---- | --- | --- | --- | ---- | --- | ---- | ---- | ---- |
| 1                                    | Yann Ehrlacher    | 8   | 10  | 1    | 6   | 51  | 7    | 3    | 4   | 3    | 43  | 81  | 5   | 10 1 | 1   | 5    | 65   | 223  |
| 2                                    | Frédéric Vervisch | 15  | Ret | 13   | 11  | 84  | 1    | 4    | 2   | 13   | 8   | 1   | 4   | 6    | 2   | 6    | 2    | 195  |
| 3                                    | Jean-Karl Vernay  | 10  | 12  | Ret  | 24  | 9   | 45   | 14   | 13  | 65   | 145 | 63  | 12  | 14   | 19  | 2    | 5    | 177  |
| 4                                    | Yvan Muller       | 2   | 7   | 2    | 9   | 11  | 10   | 15   | 6   | 4    | 6   | Ret | 21  | 5    | 45  | 81   | Ret1 | 169  |
| 5                                    | Santiago Urrutia  | 3   | 5   | 3    | 5   | 12  | Ret  | 73   | 12  | 11   | Ret | 15  | 34  | 12   | 13  | 93   | Ret  | 167  |
| 6                                    | Esteban Guerrieri | 4   | 123 | 51   | 81  | 15  | 11   | 8    | 8   | 21   | 34  | 45  | 7   | 3    | 6   | Ret  | DNS  | 164  |
| 7                                    | Mikel Azcona      | 16  | Ret | 10   | Ret | 2   | 12   | 21   | 3   | 72   | 21  | 13  | 14  | 11   | 11  | 12   | Ret2 | 158  |
| 8                                    | Norbert Michelisz | 5   | Ret | Ret5 | 3   | 75  | Ret4 | 6    | 143 | 15   | 12  | 72  | 63  | 45   | 7   | 12   | 8    | 146  |
| 9                                    | Thed Björk        | 13  | Ret | 6    | 7   | 10  | 2    | 5    | 75  | 5    | 15  | 2   | 9   | 124  | 83  | 10   | 11   | 141  |
| 10                                   | Gilles Magnus     | 14  | 9   | 8    | 14  | 6   | 3    | 12   | 9   | NC   | 9   | 14  | 17  | 73   | 34  | 3    | Ret  | 139  |
| 11                                   | Néstor Girolami   | 9   | 31  | Ret3 | 133 | 18  | 13   | 95   | 54  | 14   | 16  | 5   | Ret | 8    | Ret | 11   | 73   | 131  |
| 12                                   | Gabriele Tarquini | 6   | Ret | Ret  | 4   | 1   | 6    | 12   | Ret | 10   | Ret | 34  | 8   | 9    | 5   | 14   | Ret  | 114  |
| 13                                   | Nathanaël Berthon | 11  | 6   | 11   | 12  | 43  | 5    | Ret  | 12  | Ret3 | 5   | 11  | 10  | 21   | 14  | 45   | 34   | 114  |
| 14                                   | Attila Tassi      | 12  | 4   | 72   | 15  | 17  | 15   | 13   | 10  | Ret  | Ret | 12  | 16  | 16   | 12  | 7    | 4    | 96   |
| 15                                   | Luca Engstler     | 17  | 24  | 12   | Ret | 13  | 8    | 11   | 15  | 12   | 7   | 9   | 11  | 15   | 10  | 13   | 10   | 86   |
| 16                                   | Tom Coronel       | 7   | 11  | 17   | Ret | 32  | Ret  | 21   | 16  | 9    | 10  | 10  | 13  | 2    | Ret | 16   | 9    | 83   |
| 17                                   | Tiago Monteiro    | 1   | 8   | 4    | 182 | 20  | 14   | 10   | 11  | 16   | 12  | Ret | 12  | 17   | 15  | WD   | WD   | 75   |
| 18                                   | Robert Huff       | Ret | Ret | 9    | 10  | Ret | 9    | Ret4 | 181 | 8    | Ret | Ret | 15  | 13   | 9   | Ret4 | 1    | 73   |
| 19                                   | Jordi Gené        | 18  | Ret | 14   | 15  | 14  | Ret  | 16   | 17  | DNS  | DNS | Ret | 18  | 20   | 17  | 15   | 12   | 10   |
| 20                                   | Bence Boldizs     | 19  | 13  | 18   | 19  | DSQ | 16   | 17   | 19  | 14   | 13  | 16  | 19  | 18   | 16  | 17   | Ret  | 9    |
| 21                                   | Jessica Bäckman   | 21  | 14  | 16   | 16  | 19  | 17   | 20   | 21  |      |     |     |     |      |     |      |      | 2    |
| 22                                   | Andreas Bäckman   | 20  | Ret | 15   | 17  | 16  | Ret  | 19   | Ret |      |     |     |     |      |     |      |      | 1    |
| 23                                   | Nicola Baldan     |     |     |      |     |     |      | 18   | 20  |      |     |     |     | 19   | 18  |      |      | 0    |
| Invitados que no pueden sumar puntos |                   |     |     |      |     |     |      |      |     |      |     |     |     |      |     |      |      |      |
|                                      | Petr Fulín        |     |     |      |     |     |      |      |     | Ret  | 11  |     |     |      |     |      |      |      |
|                                      | Mikhail Mityaev   |     |     |      |     |     |      |      |     |      |     |     |     |      |     | 19   | 13   |      |
|                                      | Kirill Ladygin    |     |     |      |     |     |      |      |     |      |     |     |     |      |     | 18   | 14   |      |
| Pos.                                 | Piloto            | GER | GER | POR  | POR | ESP | ESP  | HUN  | HUN | CZE  | CZE | FRA | FRA | ITA  | ITA | RUS  | RUS  | Pts. |
| Fuente:                              |                   |     |     |      |     |     |      |      |     |      |     |     |     |      |     |      |      |      |

| Color     | Resultado                                                               |
| --------- | ----------------------------------------------------------------------- |
| Oro       | Ganador                                                                 |
| Plata     | 2.ª plaza                                                               |
| Bronce    | 3.ª plaza                                                               |
| Verde     | Finalizó en los puntos                                                  |
| Azul      | Finalizó sin puntos                                                     |
| Azul      | NC - No clasificado                                                     |
| Violeta   | Ret - No terminó (Carrera)                                              |
| Rojo      | DNQ - No se clasificó                                                   |
| Negro     | DSQ - Descalificado                                                     |
| Blanco    | DNS - No empezó (carrera)                                               |
| Blanco    | WD - Retirado (fin de semana)                                           |
| Blanco    | C - Carrera cancelada                                                   |
| Sin color | DNP - Inscrito pero no participó                                        |
| Sin color | INJ - Lesionado                                                         |
| Sin color | EX - Excluido                                                           |
| Estado    | Resultado                                                               |
| Negrita   | Pole position                                                           |
| Cursiva   | Vuelta rápida                                                           |
| †         | Abandona, pero clasifica al completar el porcentaje requerido para ello |

### Campeonato de Equipos
| Pos.      | Equipo                                    | N.º | GER | GER | POR  | POR | ESP | ESP  | HUN  | HUN | CZE  | CZE | FRA | FRA | ITA  | ITA | RUS  | RUS  | Pts. |
| --------- | ----------------------------------------- | --- | --- | --- | ---- | --- | --- | ---- | ---- | --- | ---- | --- | --- | --- | ---- | --- | ---- | ---- | ---- |
| 1         | Cyan Racing Lynk & Co                     | 68  | 8   | 10  | 1    | 6   | 51  | 7    | 3    | 4   | 3    | 43  | 81  | 5   | 10 1 | 1   | 5    | 65   | 392  |
| 1         | Cyan Racing Lynk & Co                     | 100 | 2   | 7   | 2    | 9   | 11  | 10   | 15   | 6   | 4    | 6   | Ret | 21  | 5    | 45  | 81   | Ret1 | 392  |
| 2         | Comtoyou Team Audi Sport                  | 16  | 14  | 9   | 8    | 14  | 6   | 3    | 12   | 9   | NC   | 9   | 14  | 17  | 73   | 34  | 3    | Ret  | 334  |
| 2         | Comtoyou Team Audi Sport                  | 22  | 15  | Ret | 13   | 11  | 84  | 1    | 4    | 2   | 13   | 8   | 1   | 4   | 6    | 2   | 6    | 2    | 334  |
| 3         | Cyan Performance Lynk & Co                | 11  | 13  | Ret | 6    | 7   | 10  | 2    | 5    | 75  | 5    | 15  | 2   | 9   | 124  | 83  | 10   | 11   | 308  |
| 3         | Cyan Performance Lynk & Co                | 12  | 3   | 5   | 3    | 5   | 12  | Ret  | 73   | 12  | 11   | Ret | 15  | 34  | 12   | 13  | 93   | Ret  | 308  |
| 4         | ALL-INKL.COM Münnich Motorsport           | 29  | 9   | 31  | Ret3 | 133 | 18  | 13   | 95   | 54  | 14   | 16  | 5   | Ret | 8    | Ret | 11   | 73   | 295  |
| 4         | ALL-INKL.COM Münnich Motorsport           | 86  | 4   | 123 | 51   | 81  | 15  | 11   | 8    | 8   | 21   | 34  | 45  | 7   | 3    | 6   | Ret  | DNS  | 295  |
| 5         | Engstler Hyundai N Liqui Moly Racing Team | 8   | 17  | 24  | 12   | Ret | 13  | 8    | 11   | 15  | 12   | 7   | 9   | 11  | 15   | 10  | 13   | 10   | 263  |
| 5         | Engstler Hyundai N Liqui Moly Racing Team | 69  | 10  | 12  | Ret  | 24  | 9   | 45   | 14   | 13  | 65   | 145 | 63  | 12  | 14   | 19  | 2    | 5    | 263  |
| 6         | BRC Hyundai N LUKOIL Squadra Corse        | 3   | 6   | Ret | Ret  | 4   | 1   | 6    | 12   | Ret | 10   | Ret | 34  | 8   | 9    | 5   | 14   | Ret  | 260  |
| 6         | BRC Hyundai N LUKOIL Squadra Corse        | 5   | 5   | Ret | Ret5 | 3   | 75  | Ret4 | 6    | 143 | 15   | 12  | 72  | 63  | 45   | 7   | 12   | 8    | 260  |
| 7         | Zengő Motorsport Services KFT             | 79  | Ret | Ret | 9    | 10  | Ret | 9    | Ret4 | 181 | 8    | Ret | Ret | 15  | 13   | 9   | Ret4 | 1    | 231  |
| 7         | Zengő Motorsport Services KFT             | 96  | 16  | Ret | 10   | Ret | 2   | 12   | 21   | 3   | 72   | 21  | 13  | 14  | 11   | 11  | 12   | Ret2 | 231  |
| 8         | Comtoyou DHL Team Audi Sport              | 17  | 11  | 6   | 11   | 12  | 43  | 5    | Ret  | 12  | Ret3 | 5   | 11  | 10  | 21   | 14  | 45   | 34   | 197  |
| 8         | Comtoyou DHL Team Audi Sport              | 32  | 7   | 11  | 17   | Ret | 32  | Ret  | 21   | 16  | 9    | 10  | 10  | 13  | 2    | Ret | 16   | 9    | 197  |
| 9         | ALL-INKL.DE Münnich Motorsport            | 9   | 12  | 4   | 72   | 15  | 17  | 15   | 13   | 10  | Ret  | Ret | 12  | 16  | 16   | 12  | 7    | 4    | 171  |
| 9         | ALL-INKL.DE Münnich Motorsport            | 18  | 1   | 8   | 4    | 182 | 20  | 14   | 10   | 11  | 16   | 12  | Ret | 12  | 17   | 15  | WD   | WD   | 171  |
| 10        | Zengő Motorsport Drivers' Academy         | 28  | 18  | Ret | 14   | 15  | 14  | Ret  | 16   | 17  | DNS  | DNS | Ret | 18  | 20   | 17  | 15   | 12   | 185  |
| 10        | Zengő Motorsport Drivers' Academy         | 55  | 19  | 13  | 18   | 19  | DSQ | 16   | 17   | 19  | 14   | 13  | 16  | 19  | 18   | 16  | 17   | Ret  | 185  |
| 11        | Target Competition                        | 19  | 20  | Ret | 15   | 17  | 16  | Ret  | 19   | Ret |      |     |     |     |      |     |      |      | 3    |
| 11        | Target Competition                        | 26  | 21  | 14  | 16   | 16  | 19  | 17   | 20   | 21  |      |     |     |     |      |     |      |      | 3    |
| 11        | Target Competition                        | 82  |     |     |      |     |     |      |      |     |      |     |     |     | 19   | 18  |      |      | 3    |
| Invitados |                                           |     |     |     |      |     |     |      |      |     |      |     |     |     |      |     |      |      |      |
|           | Rosneft Lada Sport                        | 20  |     |     |      |     |     |      |      |     |      |     |     |     |      |     | 18   | 14   |      |
| 30        | Rosneft Lada Sport                        |     |     |     |      |     |     |      |      |     |      |     |     |     |      | 19  | 13   |      |      |
|           | Full In Race Academy                      | 222 |     |     |      |     |     |      |      |     | Ret  | 11  |     |     |      |     |      |      |      |
|           | Target Competition                        | 82  |     |     |      |     |     |      | 18   | 20  |      |     |     |     |      |     |      |      |      |
| Pos.      | Equipo                                    | N.º | GER | GER | POR  | POR | ESP | ESP  | HUN  | HUN | CZE  | CZE | FRA | FRA | ITA  | ITA | RUS  | RUS  | Pts. |

| Color     | Resultado                                                               |
| --------- | ----------------------------------------------------------------------- |
| Oro       | Ganador                                                                 |
| Plata     | 2.ª plaza                                                               |
| Bronce    | 3.ª plaza                                                               |
| Verde     | Finalizó en los puntos                                                  |
| Azul      | Finalizó sin puntos                                                     |
| Azul      | NC - No clasificado                                                     |
| Violeta   | Ret - No terminó (Carrera)                                              |
| Rojo      | DNQ - No se clasificó                                                   |
| Negro     | DSQ - Descalificado                                                     |
| Blanco    | DNS - No empezó (carrera)                                               |
| Blanco    | WD - Retirado (fin de semana)                                           |
| Blanco    | C - Carrera cancelada                                                   |
| Sin color | DNP - Inscrito pero no participó                                        |
| Sin color | INJ - Lesionado                                                         |
| Sin color | EX - Excluido                                                           |
| Estado    | Resultado                                                               |
| Negrita   | Pole position                                                           |
| Cursiva   | Vuelta rápida                                                           |
| †         | Abandona, pero clasifica al completar el porcentaje requerido para ello |

- Fuente: wtcr.com[2]

### WTCR Junior Driver
| Pos.    | Piloto          | GER | GER | POR | POR | ESP  | ESP | HUN | HUN | CZE | CZE | FRA | FRA | ITA | ITA | RUS | RUS | Pts. |
| ------- | --------------- | --- | --- | --- | --- | ---- | --- | --- | --- | --- | --- | --- | --- | --- | --- | --- | --- | ---- |
| 1       | Luca Engstler   | 2   | 1   | 21  | Ret | 21   | 2   | 2   | 2   | 1   | 1   | 1   | 1   | 2   | 2   | 2   | 1   | 372  |
| 2       | Gilles Magnus   | 1   | 2   | 12  | 1   | 12   | 1   | 1   | 1   | Ret | 2   | 2   | 2   | 1   | 1   | 1   | Ret | 371  |
| 3       | Bence Boldizs   | 3   | 34  | 4   | 3   | DSQ3 | 3   | 34  | 3   | 2   | 3   | 32  | 3   | 3   | 3   | 3   | Ret | 250  |
| 4       | Jessica Bäckman | 21  | 14  | 16  | 16  | 19   | 17  | 20  | 21  |     |     |     |     |     |     |     |     | 131  |
| Pos.    | Piloto          | GER | GER | POR | POR | ESP  | ESP | HUN | HUN | CZE | CZE | FRA | FRA | ITA | ITA | RUS | RUS | Pts. |
| Fuente: |                 |     |     |     |     |      |     |     |     |     |     |     |     |     |     |     |     |      |

| Color     | Resultado                                                               |
| --------- | ----------------------------------------------------------------------- |
| Oro       | Ganador                                                                 |
| Plata     | 2.ª plaza                                                               |
| Bronce    | 3.ª plaza                                                               |
| Verde     | Finalizó en los puntos                                                  |
| Azul      | Finalizó sin puntos                                                     |
| Azul      | NC - No clasificado                                                     |
| Violeta   | Ret - No terminó (Carrera)                                              |
| Rojo      | DNQ - No se clasificó                                                   |
| Negro     | DSQ - Descalificado                                                     |
| Blanco    | DNS - No empezó (carrera)                                               |
| Blanco    | WD - Retirado (fin de semana)                                           |
| Blanco    | C - Carrera cancelada                                                   |
| Sin color | DNP - Inscrito pero no participó                                        |
| Sin color | INJ - Lesionado                                                         |
| Sin color | EX - Excluido                                                           |
| Estado    | Resultado                                                               |
| Negrita   | Pole position                                                           |
| Cursiva   | Vuelta rápida                                                           |
| †         | Abandona, pero clasifica al completar el porcentaje requerido para ello |

### WTCR Trophy
| Pos.    | Piloto          | GER | GER | POR | POR | ESP | ESP | HUN | HUN | CZE | CZE | FRA | FRA | ITA | ITA | RUS | RUS | Pts. |
| ------- | --------------- | --- | --- | --- | --- | --- | --- | --- | --- | --- | --- | --- | --- | --- | --- | --- | --- | ---- |
| 1       | Gilles Magnus   | 2   | 1   | 1   | 1   | 2   | 1   | 1   | 1   | Ret | 1   | 2   | 2   | 2   | 1   | 1   | Ret | 143  |
| 2       | Tom Coronel     | 1   | 2   | 4   | Ret | 1   | Ret | 5   | 2   | 1   | 2   | 1   | 1   | 1   | Ret | 2   | 1   | 114  |
| 3       | Bence Boldizs   | 3   | 3   | 5   | 4   | DSQ | 2   | 2   | 3   | 2   | 3   | 3   | 3   | 3   | 3   | 3   | Ret | 9    |
| 4       | Jessica Bäckman | 5   | 4   | 3   | 2   | 4   | 3   | 4   | 4   |     |     |     |     |     |     |     |     | 32   |
| 5       | Andreas Bäckman | 3   | Ret | 2   | 3   | 3   | Ret | 3   | Ret |     |     |     |     |     |     |     |     | 27   |
| 6       | Nicola Baldan   |     |     |     |     |     |     |     |     |     |     |     |     | 4   | 3   |     |     | 8    |
| Pos.    | Piloto          | GER | GER | POR | POR | ESP | ESP | HUN | HUN | CZE | CZE | FRA | FRA | ITA | ITA | RUS | RUS | Pts. |
| Fuente: |                 |     |     |     |     |     |     |     |     |     |     |     |     |     |     |     |     |      |

| Color     | Resultado                                                               |
| --------- | ----------------------------------------------------------------------- |
| Oro       | Ganador                                                                 |
| Plata     | 2.ª plaza                                                               |
| Bronce    | 3.ª plaza                                                               |
| Verde     | Finalizó en los puntos                                                  |
| Azul      | Finalizó sin puntos                                                     |
| Azul      | NC - No clasificado                                                     |
| Violeta   | Ret - No terminó (Carrera)                                              |
| Rojo      | DNQ - No se clasificó                                                   |
| Negro     | DSQ - Descalificado                                                     |
| Blanco    | DNS - No empezó (carrera)                                               |
| Blanco    | WD - Retirado (fin de semana)                                           |
| Blanco    | C - Carrera cancelada                                                   |
| Sin color | DNP - Inscrito pero no participó                                        |
| Sin color | INJ - Lesionado                                                         |
| Sin color | EX - Excluido                                                           |
| Estado    | Resultado                                                               |
| Negrita   | Pole position                                                           |
| Cursiva   | Vuelta rápida                                                           |
| †         | Abandona, pero clasifica al completar el porcentaje requerido para ello |